# Pæleorme
Pæleorme (Teredinidae) er en familie af ormeligende muslinger, der er udbredt i store dele af verden. De kan gøre stor skade ved at angribe bundgarnspæle, bolværkstømmer og andet træværk i havet.

## Danske arter
De tre danske arter i familien Teredinidae:
- Pæleorm (Teredo navalis) er  20-30 centimeter lang og 9-10 millimeter bred. Den er i besiddelse af en skal, der kan blive op til 9 millimeter lang. Skallen fungerer som borehoved. Den borer lange gange i træ, og gangene fores med kalk. Den er almindelig i alle danske farvande.[2]
- Skibspæleorm (Psiloteredo megotara).
- Norsk pæleorm (Nototeredo norvagica).

## Bekæmpelse
Pæleorme bekæmpes normalt med biologisk maling. Da denne maling påvirker dyre- og plantelivet i havet negativt, forsøger man at reducere brugen. Et alternativ til maling er såkaldt ormedug. Det er en form for krympefolie, der hindrer muslingerne i at skaffe mere føde fra pælen og samtidig kvæler dem. Desuden findes plasticpæle, der gør, at muslingerne ikke kan benytte pælen til en ny generation.

## Klassifikation
Pæleormsfamilien (Teredinidae) har tre underfamilier, Teredininae, Bankiinae og Kuphinae:
- Teredininae
  - Bactronophorus
  - Dicyathifera
  - Lyrodus
    - Lyrodus pedicellatus

  - Neoteredo
  - Psiloteredo
  - Teredo
    - Teredo megotara
    - Teredo navalis[3]
    - Teredo norvegica
    - Teredo pedicellata
    - Teredo utriculus

  - Teredora
  - Teredothyra
  - Uperotus
  - Zachsia
- Bankiinae
  - Bankia
    - Bankia gouldi
    - Bankia minima

  - Nausitora
  - Nototeredo
  - Spathoteredo
- Kuphinae
  - Kuphus